# Дезмънд Харингтън
Дезмънд Харингтън (на английски: Desmond Harrington) (роден на 19 октомври 1976 г.) е американски актьор. Най-известен е с ролите си на детектив Джоузеф Куин в „Декстър“ и Джак Бас в „Клюкарката“.

## Частична филмография
- „Жана д'Арк“ (1999)
- „Момчетата на моя живот“ (2001)
- „Призрачен кораб“ (2002)
- „Бяхме войници“ (2002)
- „Погрешен завой“ (2003)
- „Черният рицар: Възраждане“ (2012)